# Matoury
Matoury és un municipi francès, situat a la regió d'ultramar de la Guaiana Francesa. L'any 2006 tenia 24.583 habitants. Amb Rémire-Montjoly forma part de la zona residencial de Caiena. Limita al nord amb Caiena, a l'est amb Rémire-Montjoly, al sud amb Roura, i a l'oest amb Montsinéry-Tonnegrande i Macouria.
Al territori d'aquest municipi se situa l'aeroport de Rochambeau i el port de Larivot.

En roig el territori comunal de Matoury.

## Demografia
| 1962                                       | 1968 | 1975 | 1982 | 1990   | 1999   |
| ------------------------------------------ | ---- | ---- | ---- | ------ | ------ |
| ?                                          | ?    | ?    | ?    | 10.152 | 18.032 |
| Des de 1962: població sense dobles comptes |      |      |      |        |        |

## Història
El municipi de Matoury formava part de l'antic assentament de Tour-de-l'Isle, fundat el 1656. Es va construir-hi una església el 1662 i posat sota la protecció de Sant Miquel Arcàngel. En 1736 el governador Lamirande, qui posseïa una bella propietat entre el Caiena i Matoury van començar a cavar el rierol Fouillée que uneix Mahury i el riu Cayenne. Aquest canal feia d'enllaç entre Caiena, Cabassou, Remire-Montjoly i Roura. La riera Fouillée va ser inaugurada pel governador interí De Chesney. Al segle dinou, van construir un fort en la confluència de la riera Fouillée i Mahury: Fort Trio. El governador Lemoine, successor de Lamirande, va construir un pont sobre la riera Fouillée per facilitar els viatges entre Caiena i Matoury.
El 15 d'octubre de 1879, el decret d'organització dels municipis de la Guaiana Francesa preveu la creació d'una comuna Île-De-Cayenne & Tour-De-L'Isle amb la seva capital al bourg de L'Île de Cayenne. A les eleccions de 30 de maig de 1880 neix la ciutat, quan la secció del Tour-De-L'Isle hi va elegir sis regidors.
El 25 de febrer de 1891 la comuna de Tour-de-L'Isle va ser anomenada Matoury.

## Administració
| Període | Identitat             | Partit |
| ------- | --------------------- | ------ |
| 2001-   | Jean Pierre Roumillac | UMP    |